# 美優
美優（みゆ、1987年11月20日 - ）は、東京都出身の女性ファッションモデル。テンカラット所属。夫はファッションモデルの滝川ロランで、滝川クリステルは義姉に当たる。
2011年まではOKAZAKI MODELSに所属していた。

## 略歴
- 10代前半から、『ニコラ』（新潮社）『Seventeen』（集英社）『CUTiE』（宝島社）『non-no』（集英社）などでモデルとして活動する。
- 2006年1月、『non-no』専属モデル。
- 2010年8月、 古川美有と共に『non-no』を卒業。
- 2011年3月28日、Twitterを開始。
- 2011年6月1日、OKAZAKI MODELSからテンカラットに移籍し、それに伴いオフィシャルブログ『いっっぽすすんで2ほ進む』終了。
- 2011年6月15日、新たにオフィシャルブログ『みゆ時々ねこ』を開設。
- 2011年6月、『steady.』（宝島社）、『JILLE』（双葉社）2誌のレギャラーモデルとして活躍。
- 2017年7月、『Ray』（主婦の友社）9月号をもってモデルを卒業。
- 2021年1月23日、滝川クリステルの弟でモデルの滝川ロランと結婚[2]。
- 2021年5月25日、第1子妊娠を発表[3]。
- 2021年9月24日、第1子男児を出産[4]。
- 2023年6月13日、自身のInstagramにて第2子妊娠を発表。[5]10月13日第2子男児出産を報告。[6]

## 人物
- 趣味はショッピング、音楽鑑賞。特技はダンス、インラインスケート、スノーボード、サーフィン。
- 芸名を命名したのは妹。
- 仲の良いモデルは矢野未希子・田中美保。
- 愛猫家であり、自身もマンチカンを飼っている。名前はCocco（コッコ）。悪戯する様も含めて溺愛しており、ブログ等で頻繁に登場する。

## 出演

### CM
- メガネスーパー（2001年2月 - 2002年2月）
- パナソニック おたっくす（2002年）
- 日産自動車 「ピノ」『PINOSHOP篇』（2007年1月23日） - 森貴美子・野口珠実と共演

### テレビ
- 東京上級デート ＃2 築地（2012年4月11日、テレビ朝日）

### 広告
- 協和発酵「花粉症なんて大嫌い」
- 月星化成「ヒロミチ」
- ユニクロ（2001年）
- 丸井「浴衣」（2002年）
- パナソニック
- 日産自動車
- ジャックコーポレーション
- クラシエホールディングス
- NTT Docomo
- 青山商事
- 岡本株式会社
- ゴールドウイン
- PASS WORLD（香港）

### PV
- ジェイ・チョウ（周杰倫）「簡單愛」（2001年/台湾）

### ショー出演
- mystic FASHION SHOW A/W 2011（2011年8月27日）
- mystic FASHION SHOW S/S 2012（2012年2月25日）
- TOKYO GIRLS COLLECTION 2011 AUTUMN / WINTER（2011年9月3日）
- TOKYO GIRLS COLLECTION 2012 SPRING / SUMMER（2012年3月3日）
- TOKYO GIRLS COLLECTION in NAGOYA（2012年9月1日）
- TOKYO GIRLS COLLECTION 2012 AUTUMN / WINTER（2012年10月13日）
- JILLE 10th ANNIVERSARY PARTY / JILLE FASHION SHOW（2011年10月8日）
- GINGERヴィーナス誕生祭2011（2011年10月23日）
- Kiss KOREAN INTERNATIONAL STYLE SHOW SUPPORTED BY Girls Award（2012年1月27日）
- non-no 春コレ2012（2012年3月31日）
- Color-i LUXURY Collection Vol.1（2012年8月9日）
- PAL FES LIVE with MTV（2012年8月25日）
- TOKYO RUNWAY 2012 AUTUMN / WINTER（2012年9月17日）

## 書籍

### 著書
- MIYU TRAL（2014年、宝島社） ISBN 9784800233561

### 雑誌

#### レギュラー
- 「steady.」宝島社
- 「Ray」主婦の友社
- 「JILLE」双葉社

#### レギュラー以外
- 「VoCE」 9月号（2011年7月23日、講談社）
- 「VoCE」 10月号（2011年8月23日、講談社）
- 「bea'sUP」 9月号（2011年8月11日、スタンダードマガジン）
- 「Snappy」 Vol.2（2011年9月7日、ぶんか社） - 表紙
- 「Gainer」 10月号（2011年9月10日、光文社）
- 「GINGER」 11月号（2011年9月23日、幻冬舎）
- 「Look!s」 春号（2012年3月3日、スタイライフ）
- 「CREA」 4月号（2012年3月7日、文藝春秋）
- 「CLASSY.」 5月号（2012年3月23日、光文社）
- 「sweet」 5月号（2012年4月12日、宝島社）
- 「美的」 6月号（2012年4月23日、小学館）
- 「SPRiNG」 6月号（2012年4月23日、宝島社）

#### 過去出演
- 「nicola」 新潮社 - ニコモ
- 「Seventeen」 集英社 - 専属モデル
- 「non-no」 集英社 - 専属モデル
- 「MORE」 集英社
- 「BAILA」 集英社
- 「MAQUIA」 集英社
- 「mini」 宝島社
- 「CUTiE」 宝島社
- 「smart」 宝島社
- 「Regina」 ALBAパートナーズ
- 「装苑」 文化出版局
- 「流行通信」 INFASパブリケーションズ
- 「WWD Japan」 INFASパブリケーションズ
- 「VOGUE NIPPON」 コンデナスト・パブリケーションズ・ジャパン
- 「SWITCH」 スイッチ・パブリッシング
- 「グレースフルウエディング」 世界文化社
- 「25ansウエディング」 アシェット婦人画報社
- 「ゼクシィ」 リクルート